# هارلستون، سافک
هارلستون (به انگلیسی: Harleston) یک روستا و محله مدنی در بریتانیا است که در Mid Suffolk واقع شده‌است.